# کلیسای جامع میلاد والده مقدس
کلیسای جامع میلاد والده مقدس (انگلیسی: Cathedral of the Nativity of the Theotokos, Suzdal) در سوزدال، روسیه، یکی از میراث جهانی و یکی از هشت بناهای سفید ولادیمیر و سوزدال است. این کلیسا یکی از پیچیده‌ترین بناهای معماری قرون وسطای روسیه به‌شمار می‌آید. ساخت اولیه این کلیسا در دوران حکومت ولادیمیر دوم مونوماخ در اواخر قرن یازدهم آغاز شد.
این کلیسا در میان حلقه‌ای از دیوارهای خاکی و در خم رودخانه کامنکا قرار دارد. این بنا به دلیل آن که نخستین کلیسای جامع شهری است که برای استفاده انحصاری نیاز یا خانواده‌اش ساخته نشده، اهمیت ویژه‌ای دارد. این کلیسا همچنین محل دفن پسر یوری دولگوروکی، شاهزادگان خانواده شویسکی و دیگران است.

## تاریخچه
ساخت اولیه کلیسا در سال ۱۱۰۲ و در دوران حکومت ولادیمیر دوم مونوماخ آغاز شد.
در سال ۱۲۲۲، به دستور یوری دوم ولادیمیر، این ساختمان قدیمی تخریب و با ساختمانی جدید از سنگ‌های توفا سفید و تزئین‌شده با سنگ آهک جایگزین شد. در سال ۱۲۳۸، سوزدال توسط مغول‌ها غارت شد و فضای داخلی کلیسا تخریب شد. این بنا قرن‌ها از دوران یوغ مغولی-تاتاری جان سالم به در برد، اما نهایتاً در سال ۱۴۴۵ دچار آتش‌سوزی شد و فروریخت.
در سال‌های ۱۵۲۸–۱۵۳۰، واسیلی سوم کلیسا را بازسازی کرد. در جریان این بازسازی، دیوارهای قدیمی تا سطح طاق پایین آورده شد، سنگ سفید با آجر جایگزین شد و کلیسا به سبک معماری مسکویی ساخته شد.
با وجود چندین آتش‌سوزی و تغییرات متعدد در طول تاریخ، کلیسا تا به امروز باقی مانده است.
این کلیسا به عنوان یکی از بناهای شاخص فرهنگ قرون وسطای روسیه شناخته می‌شود.